# Victorbur
Victorbur (Plattdeutsch: Vitterbuur) ist seit der Gemeindegebietsreform vom 1. Juli 1972 ein Ortsteil und der Verwaltungssitz der Gemeinde Südbrookmerland im Landkreis Aurich in Ostfriesland. Er besteht aus den Dörfern Süd-Victorbur, Ost-Victorbur und West-Victorbur sowie dem östlichen Teil von Victorbur-Upende. Der Ortsteil hat etwa 4000 Einwohner und ist damit nach Moordorf mit rund 6500 Einwohnern der bevölkerungsreichste der Gemeinde. Ortsvorsteher ist Thomas Erdwiens (FWG).

## Lage und Gebiet
Victorbur war ursprünglich eine Reihensiedlung, die durch die Ausweisung neuer Baugebiete inzwischen stark zersiedelt ist. Das Dorf liegt etwa sieben Kilometer nordwestlich der Kreisstadt Aurich. Insgesamt bedeckt die Gemarkung eine Fläche von 12,11 Quadratkilometern, die sich auf Erhebungen zwischen etwa einem Meter über Normalnull im Westen und 2,8 Metern im Osten befinden.

## Geschichte
Victorbur ist eine Siedlung, die nach dem Aufstreckrecht (Ostfriesisches Platt: Upstreekrecht) entstand. Möglicherweise waren die ersten Siedler ehemalige Bewohner von Küstengebieten, aus denen sie nach Sturmfluten ins Landesinnere auswichen. Dort legten sie zunächst Wege durch das Moor an. Anschließend begannen sie von Grundstücken rechts und links des Weges mit der Erschließung des Gebietes. Ein Siedler konnte in der Breite seines Grundstücks das Moor bearbeiten, nutzen, abgraben, bis er auf die Parzelle eines anderen Bauern, einen Weg, ein Gewässer oder eine ähnliche Grenze stieß. An der Stelle der heutigen Kirche entstanden wohl im 11. und 12. Jahrhundert zwei Vorgängerbauten aus Holz. Bis 1250 errichteten die Bewohner der Ortschaften Theene, Uthwerdum und
Victorbur die heute noch erhaltene Backsteinkirche und weihten diese Victor von Xanten, dem Schutzpatron des Ortes. In den Brookmer Willküren (1271) wird der Ort Victoris hove genannt. Der Kirchenbezirk gehörte zu den vier befriedeten Rechtsräumen des Brokmer- und Auricherlandes, innerhalb deren jede Übeltat mit einer dreifach hohen Buße belegt war.

## Entwicklung des Ortsnamens
Erstmals wird das Dorf im Jahre 1251 als St. Victoris-Hofe genannt. Die Bezeichnung geht zurück auf die dem heiligen Victor von Xanten geweihte Kirche. Das später hinzugefügte -bur steht für eine Bauerschaft. Der Ortsname steht damit für die Bauerschaft, die sich der Verehrung des Heiligen Victor verschrieben hat.

## Sehenswürdigkeiten
Der Ort verdankt der Kirche, die dem heiligen Victor geweiht ist, ihren Namen. Die St.-Victor-Kirche befindet sich im Westen von Victorbur auf einer Warft. Der mit 57 Metern recht lange, 11 Meter breite, einschiffige Backsteinbau ist eine chorlose Apsidensaalkirche. Sie wurde erkennbar in mehreren Bauabschnitten ab 1220 bis 1240 errichtet. Sehenswert ist der Altar von 1684 und die Kanzel von 1697, die der Meister der Holzschneidekunst Hinrich Cröpelin aus Esens schuf. Auch der Orgelprospekt wurde in Esens geschaffen. Er wurde am Anfang des 19. Jahrhunderts vom Orgelbaumeister Johann Gottfried Rohlfs gebaut.

## Wirtschaft und Infrastruktur
Victorbur verfügt über ein rund um die 1980er Jahre entstandenes Ortszentrum mit Marktplatz, Geschäften, Banken, Freiwilliger Feuerwehr und Rathaus. Unweit davon liegt die Grundschule Victorbur. Als Besonderheit gehörten zu dieser Schule bis in die 2010er Jahre noch die drei Klassenräume in der ehemaligen Schule Ost-Victorbur. Bis zuletzt haben Lehrer und Kinder die dortige Torfheizung selbst bedient. Ein weiteres Einkaufs- und Industriegebiet hat sich seit den 2010er Jahren an der Straße Handelsring gebildet.
Victorbur liegt nahe der Bahnstrecke Abelitz–Aurich, auf welcher seit April 2008 wieder Güterverkehr stattfindet. Eine Reaktivierung für den Schienenpersonennahverkehr ist im Gespräch, ebenso eine Verlängerung dieser Bahnstrecke bis nach Jever, um einen Anschluss an die Ostfriesische Küstenbahn (RB 59), zu ermöglichen.
Im Jahre 2015 gab Enercon bekannt, dass das Unternehmen die Verbreiterung der Strecke für den Transport seiner Produkte nicht mehr benötige. Damit wurde auch die Reaktivierung des Personenverkehrs auf der Strecke Aurich-Emden gestoppt.
Die Bohrschlammgrube Victorbur wurde nach dem Ortsteil benannt, obwohl sie sich in der Nachbargemeinde Großheide unmittelbar an der Grenze dorthin befindet.